# Saloio (queso)

Logo de Saloio

El queso saloio (queijo saloio) es un queso portugués elaborado con leche de ovejas y manufacturado en la región de Ponte do Rol (ubicada a 50 km al norte de Lisboa*. Su principal característica es que se trata de un queso elaborado sin la participación de la sal, posee una estructura muy compacta y se suele comercializar en forma de pequeños cilindros de 5 cm de ancho y 6 cm de alto. Este tipo de queso se suele comercializar en envases y resulta muy fácil de adquirir en muchos de los supermercados portugueses. 

## Usos
Es un queso que se emplea en gratinados, fundido al horno. 

## Curiosidades
Saloio en idioma portugués indica una persona que suele vivir en las afueras de un área urbana, y a la que se le suelen atribuir de forma jocosa cierta tosquedad en sus maneras. Se empleaba este término a aquellas personas que vivían en las zonas rurales de los alrededores de Lisboa, frente a los alfacinhas (lechuguinos), lisboetas del núcleo urbano.
- Datos: Q2076941